# Нура (Шетский район)
Нура (каз. Нұра) — село в Шетском районе Карагандинской области Казахстана. Административный центр и единственный населённый пункт Кеншокинского сельского округа. Код КАТО — 356455100.

## География
Через село протекает река Шерубай-Нура. Проходит автомобильная дорога Аксу-Аюлы — Актогай. Вблизи села расположена гора Туйетас.
Севернее села в 5 км у гор Алмалы открыта разработка месторождения меди Алмалы.

## История
В 1960-х годах в село было переселено население рудника Кеншокы. Основан в 1965 году.
- Кеншокы (курганы)

## Население
В 1999 году население села составляло 1108 человек (541 мужчина и 567 женщин). По данным переписи 2009 года, в селе проживало 859 человек (434 мужчины и 425 женщин).

## Персоны
1. Сатибеков Даулет Рысбаевич

## Галерея
| - Село Нура в правом нижнем углу снимка, месторождение Алмалы в правом верхнем углу; снимок спутника Европейского космического агентства Sentinel-2, разрешение 10 м, цвета близкие к натуральным, дата съёмки 12 апреля 2018 года - Мавзолей волостного управителя Нурлана Байсеитова - Мавзолей волостного управителя Нурлана Байсеитова, указатель - Мавзолей волостного управителя Нурлана Байсеитова, внутри - Мавзолей волостного управителя Нурлана Байсеитова. купол |